# La doble vida de Estela Carrillo
La doble vida de Estela Carrillo é uma telenovela mexicana produzida por Rosy Ocampo para a Televisa e exibida entre 13 de fevereiro e 21 de maio de 2017 em 72 Capítulos, substituindo La candidata e sendo substituída por La piloto.
A telenovela tem um texto original e foi baseada em fatos reais, apenas foram trocados os nomes dos personagens.
É protagonizada por Ariadne Díaz e David Zepeda com atuações estelares de Zaide Silvia Gutiérrez, Erika Buenfil , Vanessa Bauche, Adrián Di Monte, Candela Márquez e Sharis Cid e antagonizada por Danilo Carrera, África Zavala, Alejandro Tommasi, Marco Méndez, Mike Biaggio, Andrés Zuno, Lourdes Reyes e Sara Corrales. 
Foi exibida pelo TLN Network entre 4 de abril e 12 de julho de 2022, substituindo Carinha de Anjo e sendo substituída por Manancial.

## Sinopse
Estela/Laura é uma mulher que vive no México. Mas por circunstâncias da vida, ela foge para os Estados Unidos para tentar dar uma vida melhor a sua filha. Assim, compra a identidade de uma mulher que desapareceu há mais de três anos. Com esse documento, consegue um emprego como professora de canto em uma fundação dedicada à tirar jovens latinos da delinquência. No entanto, sua vida toma um novo rumo quando, após um tiroteio por um anti-imigrante louco, Estela torna-se uma heroína quando se arma de valor para enfrentá-lo ele e consegue salvar seus alunos.
Apesar da rejeição de Estela em ser reconhecida, o seu nome começa a sorar nas redes sociais, fazendo com que os advogados de Ryan Cabrera a procurem para testemunhar em favor de seu cliente, que está sendo acusado de assassinato.
Agora Estela terá que enfrentar as dificuldades de assumir a identidade de outra mulher, e recorrer à  música regional mexicana, da maneira mais difícil descobrir a vida dupla de Estela Carrillo.

## Elenco
- Ariadne Díaz - Estela Carrillo Infante / Laura Oviedo Hernández de Cabrera "La Regia"[3]
- David Zepeda - Ryan Cabrera Toribio
- Danilo Carrera - Danilo Cabrera Toribio
- África Zavala - Morgana Santos
- Erika Buenfil - Mercy Toribio Vda. de Cabrera[4]
- Alejandro Tommasi - John Blake Green "Mr. Blake"[5]
- Marco Méndez - Asdrúbal Guerrero
- Lourdes Reyes - Luisa Almeida
- Adrián Di Monte - Joe Hernández
- Mike Biaggio - Fausto Galindo
- Franklin Virgüez - "El Talismán"
- Luis Uribe - Néstor Aguilera / Lucio Galván Romero "el Dorado"
- Sara Corrales - Estela Carrillo Infante "El Dorado" / Juana Saucedo / Estela Cabrera Toribio[6]
- Alfredo Adame[7]- Pedro Carrillo González
- César Évora - Walter Cabrera
- Juan Carlos Barreto - Silverio Pineda "El Sagrado"[8]
- Livia Brito - Yolanda Cadena Lesmes (Cameo)[9]
- Macarena Achaga - Olivia Nieves (Cameo)
- Verónica Montes - Lizbeth Álvarez (Cameo)
- Carlos Athié - Porfirio Pineda "el Barón"
- Moisés Arizmendi - Abogado acusador
- Juan Verduzco - Juez Estrada
- Delia Casanova - Herminia
- Ramiro Fumazoni - Juez Andrew Norman

## Exibição
A primeira temporada foi reprisada pelo canal TLNovelas de 9 de março a 8 de maio de 2020, substituindo Bajo un mismo rostro e sendo substituída por Yo no creo en los hombres.

## Audiência
Estreou com baixa audiência, mas ao decorrer dos capítulos foi crescendo. Em seu capítulo de estreia marcou 17 pontos, índice Inferior a sua antecessora. Seu recorde foi no décimo nono capítulo, quando atingiu 24 pontos (ficando na meta). Em seu último capítulo, marcou 21 pontos. Terminando com média geral de 20 pontos, considerado ótimo pela emissora, em vista que todas as novelas desde o desligamento digital no país, estava em queda. 

## Prêmios e nomeações

### Prêmios TVyNovelas 2018
| Categoría                    | Nominados                                 | Resultado |
| ---------------------------- | ----------------------------------------- | --------- |
| Melhor roteiro ou adaptação  | Claudia Velazco e Pedro Armando Rodriguez | Indicado  |
| Melhor atriz protagonista    | Ariadne Díaz                              | Indicado  |
| Melhor ator protagonista     | David Zepeda                              | Indicado  |
| Melhor vilã                  | África Zavala                             | Indicado  |
| Melhor vilão                 | Danilo Carrera                            | Venceu    |
| Melhor primeira atriz        | Zaide Silvia Gutiérrez                    | Indicado  |
| Melhor primeiro ator         | Alejandro Tommasi                         | Indicado  |
| Melhor atriz co-estelar      | Erika Buenfil                             | Indicado  |
| Melhor ator co-estelar       | Adrián Di Monte                           | Indicado  |
| Melhor atriz juvenil         | Yanni Prado                               | Indicado  |
| Melhor ator juvenil          | Álex Perea                                | Indicado  |
| Melhor atriz co-protagonista | Vanessa Bauche                            | Indicado  |
| Melhor ator co-protagonista  | Marco Méndez                              | Indicado  |
| Melhor direção de câmeras    | Manuel Barajas e Alejandro Álvarez        | Indicado  |
| Melhor direção de cenas      | Benjamín Cann y Rodrigo G. H. Zaunbos     | Indicado  |
| Melhor elenco                | Eduardo Meza                              | Indicado  |
| Melhor tema musical          | Julión Álvarez y Joss Favela              | Indicado  |